# Belgiens Grand Prix 1991
Belgiens Grand Prix 1991 var det elfte av 16 lopp ingående i formel 1-VM 1991.

## Resultat
1. Ayrton Senna, McLaren-Honda, 10 poäng
2. Gerhard Berger, McLaren-Honda, 6
3. Nelson Piquet, Benetton-Ford, 4
4. Roberto Moreno, Benetton-Ford, 3
5. Riccardo Patrese, Williams-Renault, 2
6. Mark Blundell, Brabham-Yamaha, 1
7. Johnny Herbert, Lotus-Judd
8. Emanuele Pirro, BMS Scuderia Italia (Dallara-Judd)
9. Martin Brundle, Brabham-Yamaha
10. Olivier Grouillard, Fondmetal-Ford
11. Thierry Boutsen, Ligier-Lamborghini
12. Pierluigi Martini, Minardi-Ferrari (varv 42, växellåda)
13. Andrea de Cesaris, Jordan-Ford (41, motor)

### Förare som bröt loppet
- Stefano Modena, Tyrrell-Honda (varv 33, oljeläcka)
- JJ Lehto, BMS Scuderia Italia (Dallara-Judd) (33, oljetryck)
- Jean Alesi, Ferrari (30, motor)
- Gianni Morbidelli, Minardi-Ferrari (29, växellåda)
- Mika Häkkinen, Lotus-Judd (25, motor)
- Érik Comas, Ligier-Lamborghini (25, motor)
- Nigel Mansell, Williams-Renault (22, elsystem)
- Eric Bernard, Larrousse (Lola-Ford) (21, växellåda)
- Ivan Capelli, Leyton House-Ilmor (13, motor)
- Satoru Nakajima, Tyrrell-Honda (7, snurrade av)
- Alain Prost, Ferrari (2, bränsleläcka)
- Mauricio Gugelmin, Leyton House-Ilmor (1, motor)
- Michael Schumacher, Jordan-Ford (0, koppling)

### Förare som ej kvalificerade sig
- Aguri Suzuki, Larrousse (Lola-Ford)
- Nicola Larini, Lambo-Lamborghini
- Alex Caffi, Footwork-Ford
- Eric van de Poele, Lambo-Lamborghini

### Förare som ej förkvalificerade sig
- Michele Alboreto, Footwork-Ford
- Gabriele Tarquini, AGS-Ford
- Pedro Matos Chaves, Coloni-Ford
- Fabrizio Barbazza, AGS-Ford